# François Pougeard du Limbert
François, baron Pougeard du Limbert (3 juillet 1753 - 19 mars 1837) est un jurisconsulte et homme politique français.

## Biographie
François Pougeard du Limbert ou Dulimbert  est né le 3 juillet 1753 à Confolens (Charente), fils de Jean-Baptiste Pougeard, sieur du Limbert, sénéchal de la ville et comté de Confolens, et de Marie-Radegonde Babaud de Frégeville. Il est mort faubourg des Arènes à Limoges, le 19 mars 1837, et fut inhumé au cimetière de Saint-Maurice-des-Lions en Charente.
Après ses études au collège de Magnac-Laval et à Angers, il étudie le droit à Poitiers, fait un stage chez un procureur à Paris et est reçu avocat au Parlement de Paris le 17 février 1777, avant de s’établir dans sa ville natale.

### Député aux États généraux
Sa nomination à l’Assemblée provinciale du Poitou, en août 1787, où il participe aux travaux  du bureau des travaux publics, fut sa première apparition sur la scène publique. Pougeard du Limbert s’y révèle  travailleur et homme de dossiers et peu soucieux de se mettre en avant.
Soutenu par Jean-Baptiste Mémineau, futur sous-préfet de l'Empire à Confolens, il est élu, le 24 mars 1789, député du Tiers de la sénéchaussée d’Angoulême aux États généraux de 1789. Homme des Lumières, il siège dans la majorité et prête le serment du Jeu de paume. « Il est temps de passer de l’état de révolution à l’état de constitution » écrit-il dans un rapport, deux ans plus tard, à la veille de la dissolution de la Constituante. Pour Dulimbert, en effet, les objectifs de la Révolution étaient atteints. Il craint le désordre et l’aventure et ne cesse de prêcher l’union.
Revenu à Confolens, il est successivement administrateur et président du district de Confolens le 26 septembre 1791, maire de Confolens de novembre 1791 à novembre 1792. Il refuse prudemment le poste de procureur général syndic de la Charente et préfère bientôt les fonctions de juge de paix de Confolens auxquelles l’élisent ses concitoyens, le 25 septembre 1792, et qui sont moins exposées. La Terreur passée, Pougeard reprend la vie parlementaire. Il est élu en 1795 député de la Charente au Conseil des Anciens et siège parmi les partisans du Directoire jusqu’à sa démission en 1798. Les modestes fonctions d’assesseur du juge de paix de Confolens seront alors une position d’attente.

### Préfet de l’Empire
Nommé préfet de la Haute-Vienne le 2 mars 1800, sur présentation de Lucien Bonaparte et du consul Charles-François Lebrun, il en est le premier préfet. Tout est  à mettre en place. À l’ancien évêché de Limoges, il préfère la demeure des intendants Turgot et d'Aguesseau pour installer la préfecture. Il préside à la naissance de la Société d'agriculture, des sciences et des arts de Limoges et se lie avec des personnalités telles que le célèbre agronome limousin Jacques-Joseph Juge de Saint-Martin ou le futur maréchal Jean-Baptiste Jourdan destinés tous deux à devenir les beaux-pères de l'une de ses filles et de son fils. Mais il n'a pas que des amis et son dossier renferme cette note de 1800 : « C’est un homme sans caractère qui fait mal les honneurs de sa place, qui est mal entouré, et qui n’a point de confiance dans la Révolution. On le regarde cependant comme un homme probe. » Tandis qu’à Moulins on écrira  en 1810 : « Homme sage et sensé. Administration régulière. Il est attaché au gouvernement et le fait aimer dans son département. »
Membre du Tribunat en 1802 et  secrétaire en l’an XII, il vota les deux prorogations du consulat à Bonaparte et, le 13 floréal an XII, sa signature figure au bas du vœu voté par cette assemblée pour l’établissement  de l’Empire qui le fera baron en 1810. Pendant sa résidence à Paris où il réside rue du Vieux-Colombier, il devient l’un des trois administrateurs de l’église Saint-Sulpice. Un décret le nomme préfet de l'Allier en 1807, poste où il est remplacé le 10 juin 1814 lors de la première Restauration. Aux Cent-Jours, Dulimbert, redevient préfet de l’Allier le 22 mars 1815, où, après un aller et retour à Amiens, il reste jusqu’au 12 juillet 1815, délicate tâche qui le fait écrire en mai 1814 : « La dynastie des Bourbons est replacée sur le Trône. Avec elle reparaît pour nous le bonheur. » Et, le 5 avril 1815 : « Quel grand et beau spectacle que celui d’un Héros, idole de l’armée et qui fut le vainqueur de l’Europe, déclarant du haut du Pavois où l’ont levé les suffrages du Peuple et des soldats… »

### Député de la Restauration et de la monarchie de Juillet
Le baron Pougeard du Limbert retrouve Confolens. Pierre Dupont de l’Étang, châtelain de Rochebrune, avec lequel il entretient de longue date des relations amicales et de parenté, devient son adversaire politique et la Restauration est ponctuée d’élections qui les opposent. Élu en 1821, Pougeard du Limbert prend place dans l’opposition constitutionnelle et échoue en 1824. Il redevient député en 1827 et est encore réélu le 23 juin 1830. 
En 1830 il vote contre les mesures réclamées par les ultraroyalistes, et approuve l’adresse des 221, prenant ainsi part au processus menant à l’établissement de la monarchie de Juillet. Il cède enfin son siège de député à son fils, aux élections de 1831. Pendant trois années, il reste encore membre du Conseil général de la Charente qu’il préside.  

## Descendance et titre
D’Anne Goulmot qu’il avait épousée en 1782 naquirent Lucile épouse du colonel Duras, père de l'avocat et publiciste Léopold Duras ; Anne-Christine, épouse de René-Nicolas Jacquinot, sous-préfet de Sarreguemines (1772-1852) puis secrétaire général de la Moselle dont descendent Alfred Perot et Jacques Perot ; Jean-Joseph Pougeard du Limbert, général de brigade, député de la Charente (1786-1848) qui épousa Delphine, fille de Jean-Baptiste Jourdan, maréchal de France, dont Henri Pougeard-Dulimbert préfet du Second Empire (1817-1898) ; Laure, épouse de Jean-Aimé Juge de Saint-Martin, maire de Limoges sous la monarchie de Juillet (1791-1859).
François Pougeard-Dulimbert devint baron de l’Empire par lettres patentes du 14 avril 1810 ; armes : d’azur au chevron d’argent, accompagné de trois boulets d’or ; au franc-quartier brochant des barons préfets. Le franc-quartier des barons préfets, placé en chef senestre, est de gueules à la muraille crénelée d’argent, surmontée d’une branche de chêne du même.